# Ewa Partum
Ewa Partum est une artiste conceptuelle polonaise née en 1945 à Grodzisk Mazowiecki en Pologne. Depuis 1983, elle vit à Berlin.
Travaillant dans le champ de la poésie concrète, photographie, performance, vidéo, mail art, cinéma expérimental, elle a eu un rôle précurseur en Pologne dans le body art et l’art féministe. Puis, passée en Europe de l'Ouest, elle y a témoigné de l'engagement politique des artistes en Allemagne de l'Est;

## Biographie
Ewa Partum est née en 1945. Elle a étudié à l'Académie des beaux-arts de Łódź à partir de 1963, puis à l'Académie des beaux-arts de Varsovie à partir de 1965.
Sa carrière a également commencé en 1965. Au début des années 1970, elle crée une galerie consacrée à l'art conceptuel, Adres, dans son propre appartement. En 1971, pour sa première œuvre féministe Lipstick Pictures, l'artiste imprime l’empreinte de ses lèvres tout en prononçant des lettres puis combine les images pour créer des mots comme amour et art. Elle multiplie les installations et les performances artistiques dans les espaces publics et les espaces naturels. En 1980, elle crée une série de photomontages, Auto-Identification, où, affirmant la place de la femme, elle se représente nue dans un espace public, tel le bâtiment du Parlement communiste,.
En 1983, ayant obtenu un visa, elle déménage à Berlin. Elle y reprend le principe de la série Auto-Identification, se représentant cette fois devant le mur de Berlin, tenant dans ses mains les lettres W pour «West» et O pour «Ost». Ses œuvres et ses installations ont été présentes dans les expositions WACK! Art and the Feminist Revolution à Los Angeles en 2007, à l'exposition Triennale, l'Anthologie, au Palais de Tokyo à Paris en 2012, et Bad Girls au Frac Lorraine à Metz en 2013.

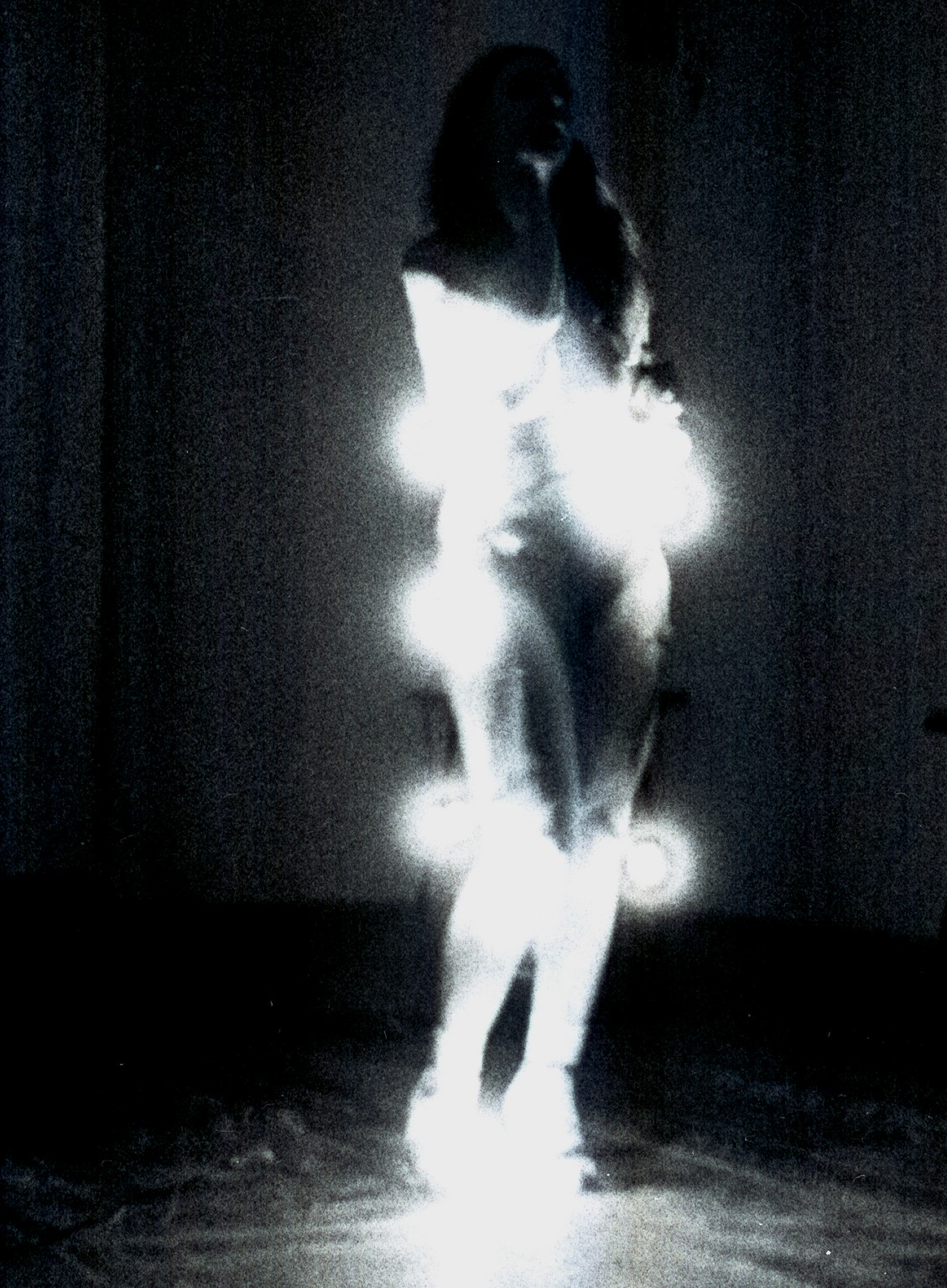
Extrait de Stupid Woman (1981).

## Galerie

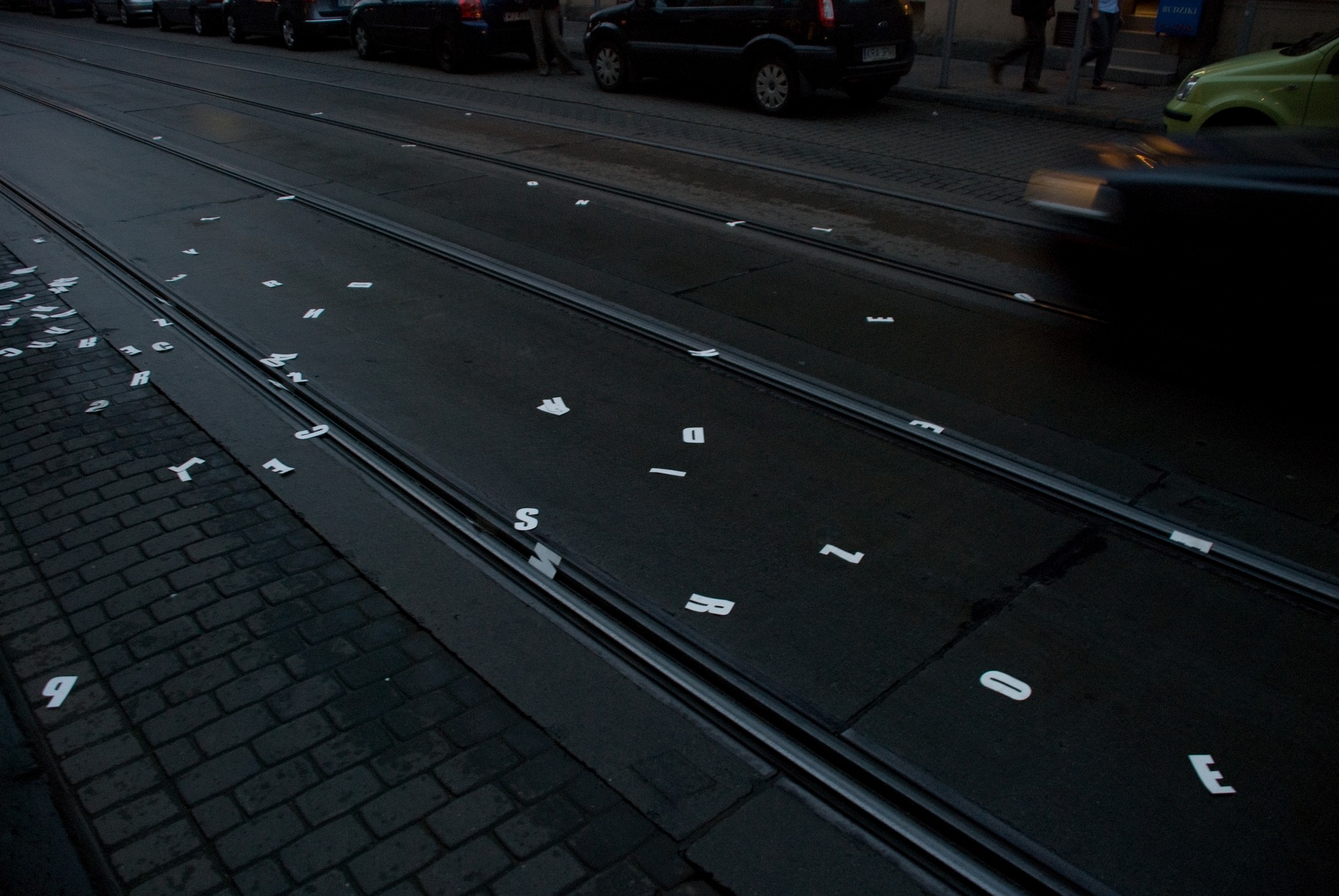
(pl) Ewa Partum, Poezja aktywna: Tadeusz Peiper, Bezokoliczniki, 2009, fot. Zofia Waligóra
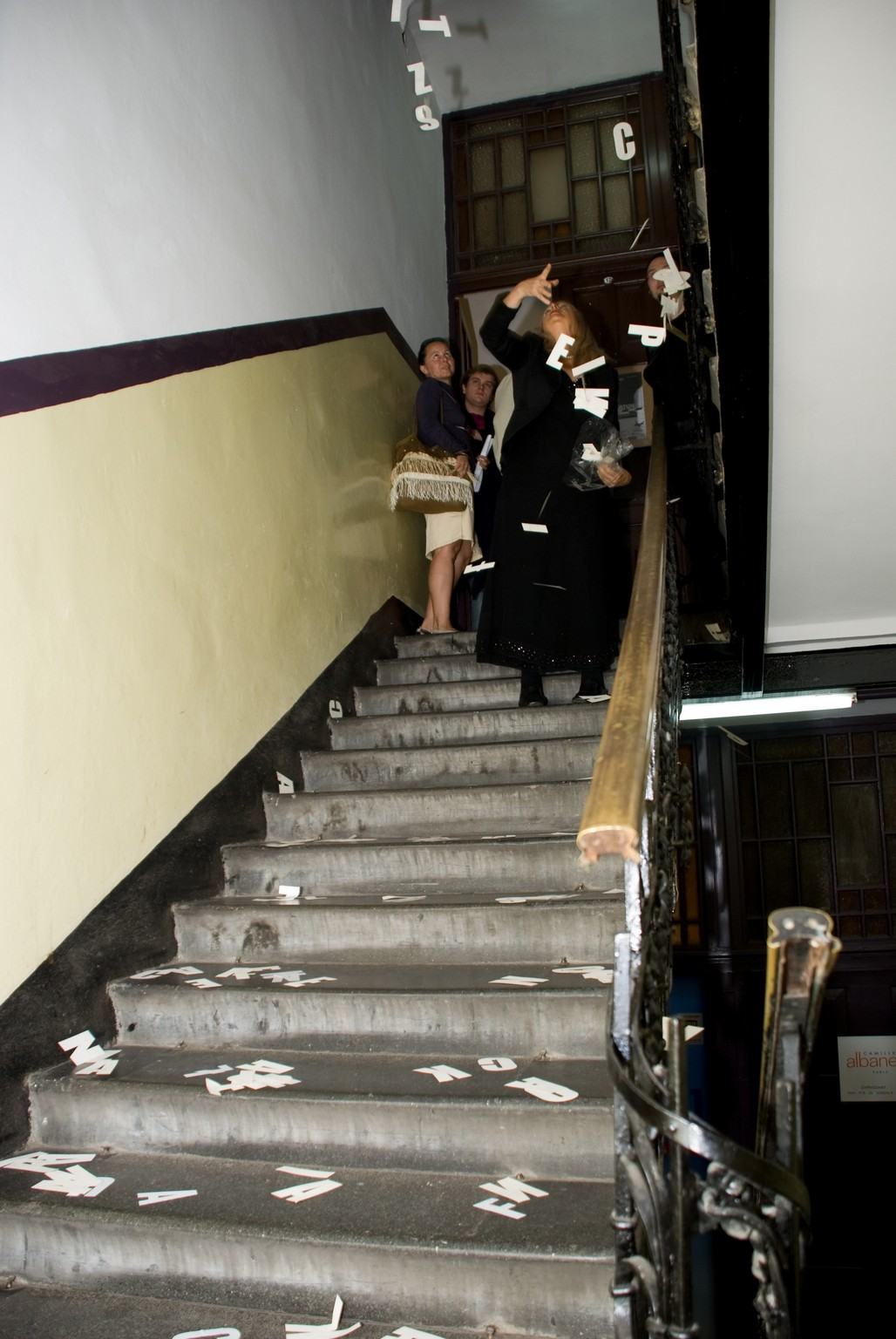
(pl) Ewa Partum, Poezja aktywna: Tadeusz Peiper, Bezokoliczniki, 2009, fot. Zofia Waligóra
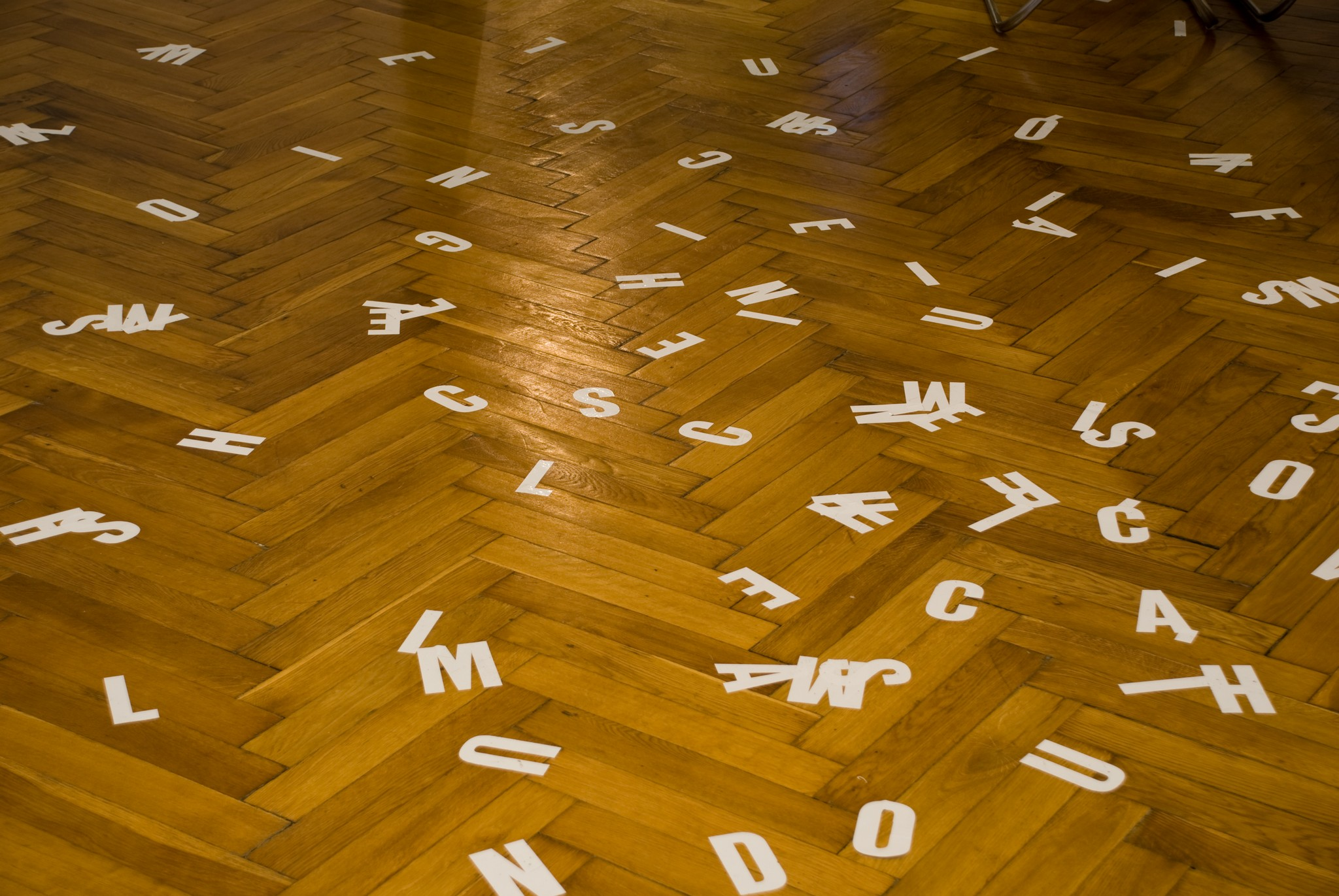
(pl) Ewa Partum, Poezja aktywna: Tadeusz Peiper, Sam chcę nadać sobie imię, 2009, fot. Zofia Waligóra
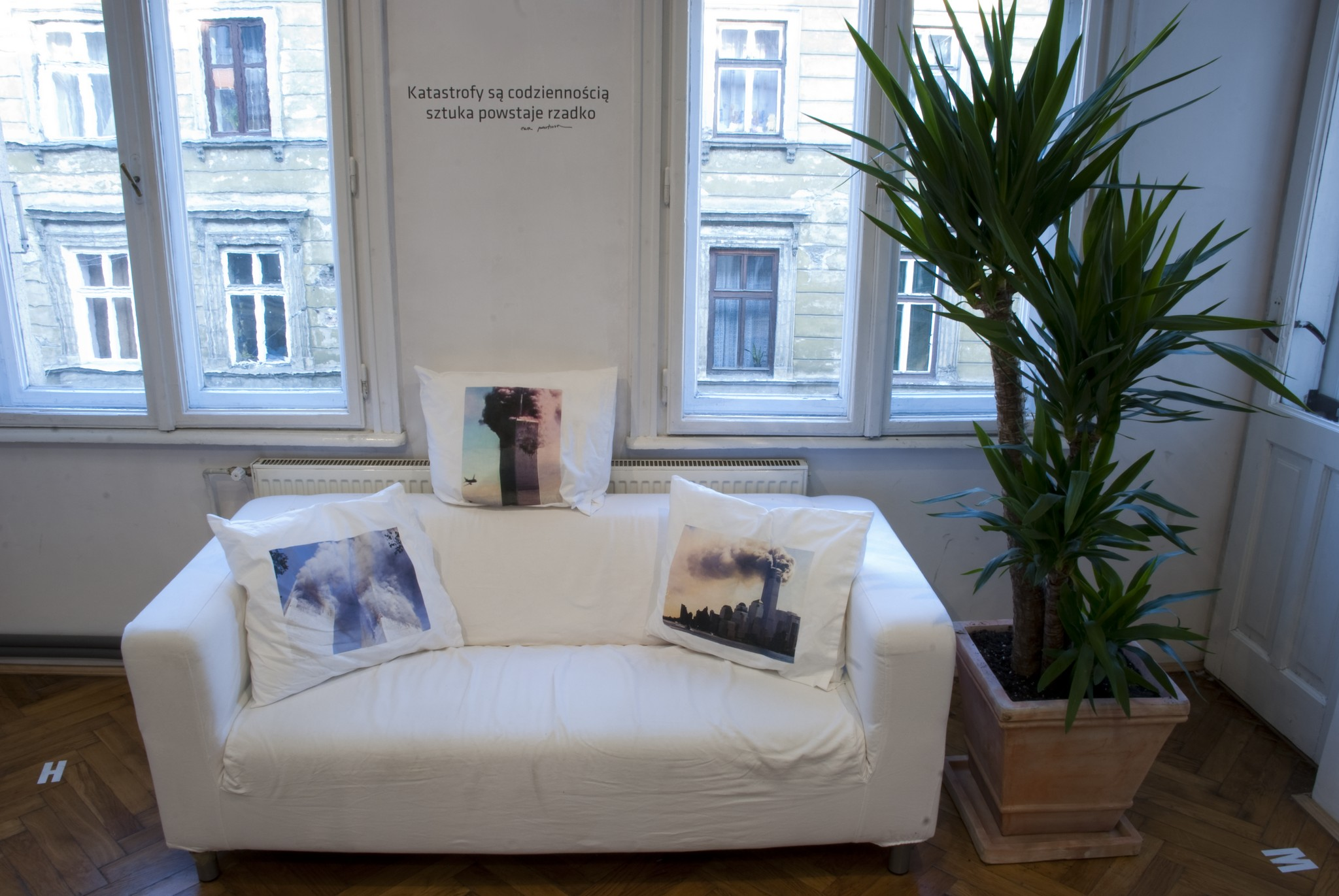
(pl) Ewa Partum, Katastrofy są codziennością, sztuka powstaje rzadko, 2001
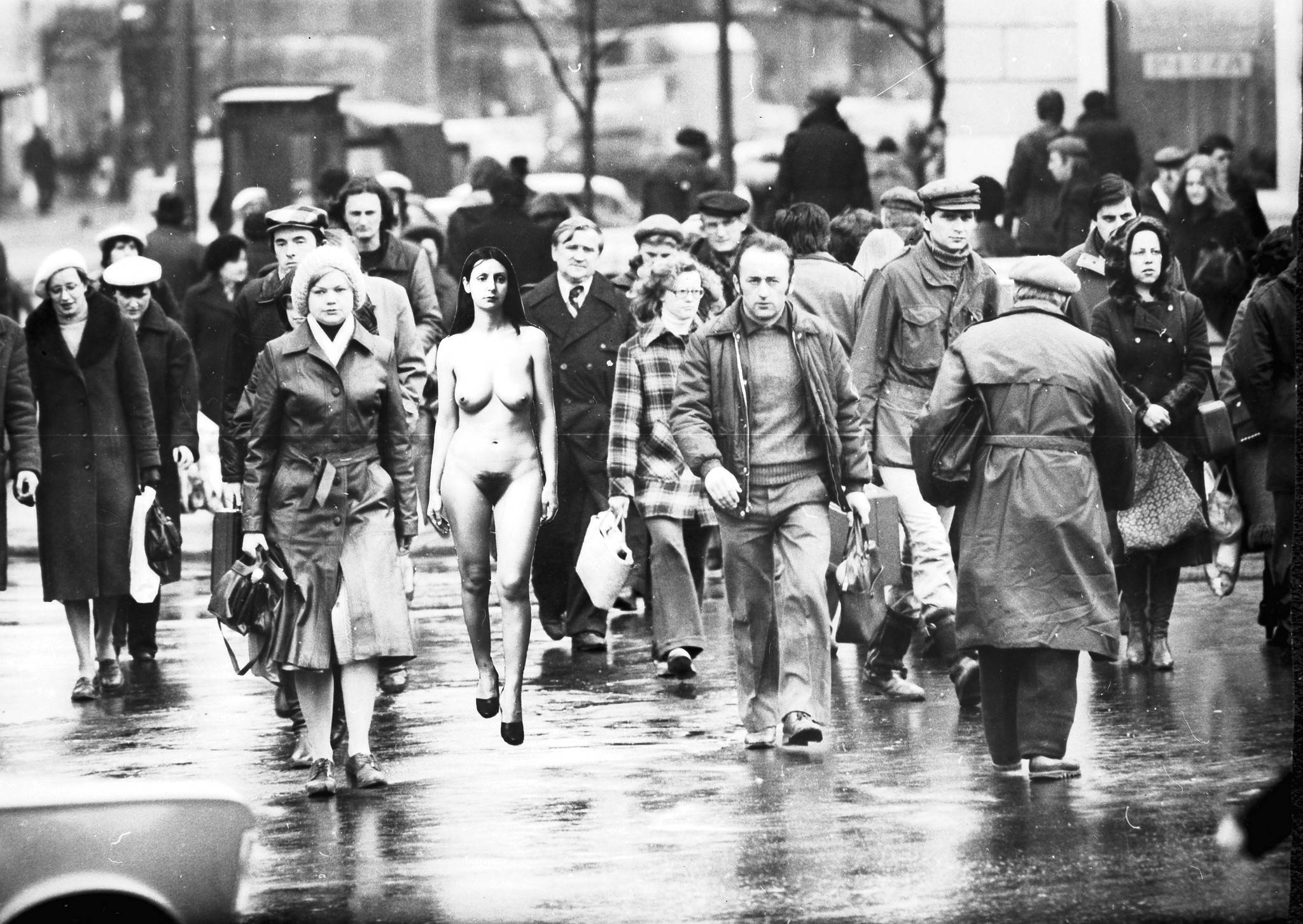
Ewa Partum, Autoidentification (photomontage), 1980